# Самрау
Самрау — в башкирской мифологии царь высшего мира, вещая птица. Соответствует образу Симурга в иранской мифологии.
В башкирских эпических произведениях «Урал-батыр» и «Акбузат» Самрау изображается божеством с птичьим обликом. Ему подвластны небесный, надземный и подземный миры, и он является верховным богом в башкирском пантеоне. Солнце и Луна — его жёны, от брака с которыми у Самрау дочери — Хумай и Айхылу.

## Самрау в эпосе «Урал-батыр»
Согласно эпосу, Урал-батыр побеждает царство змей и их царя Кахкаху, освобождая при этом из плена дочерей царя Самрау — Хумай и Айхылу. Затем герой эпоса борется с дивами и их владыкой Азракой, а также с родным братом Шульгенем, перешедшим на их сторону. Шульген добывает у Урала волшебный жезл, которым он устраивает всемирный потоп. Чтобы помочь Уралу и в знак благодарности за спасение страны и дочерей, Самрау дарит ему крылатого коня Акбузата и булатный меч, с помощью которых Урал побеждает дивов. На месте моря из тел нечисти возникают горы, теперь именуемые Уральскими.

## Исследователи эпоса о Самрау
Историк З. Г. Аминев считает, что под именем Самрау в башкирской мифологии древние предки башкир подразумевали само Небо.
По утверждению В. С. Мавлетова, Солнечная страна Самрау — это тот идеал справедливого общественного устройства, к которой стремится каждый народ.

По мнению этнографа У. Ш. Атангулова, башкиры видели в «царстве Самрау», где всеобщий мир, достаток и согласие, некий политический идеал:
 В стране Самрау все равноправны, никто никого не угнетает, не посягает на честь и достоинство другого, все трудятся на общее благо, никто не стремится разбогатеть, живут по законам братства. Если кто покушается на установившиеся обычаи и порядки, «люди, сговорившись между собой», прогоняют его из страны. Самрау так управляет своим царством, что будто и нет никакого руководства.
Высшей мерой наказания преступника в мифическом царстве Самрау было изгнание из страны или отлучение от родины. Так, несмотря на все преступления против страны и её жителей, Шульген был наказан лишь изгнанием из неё.

У. Ш. Атангулов объясняет влияние эпоса на башкирский народ:
Многие историки спорят о том, была ли у башкир государственность. У народа, носившего в душе эпос «Урал-батыр», не могло быть государственности. Башкиры, видимо, превыше всего ценили личную свободу, и за неё стояли насмерть. Они были вооружены, организованны, в случае внешней опасности могли быстро объединиться и представляли грозную силу. Может быть, держали в страхе своих соседей, и о них шла недобрая слава.

## Самрау и современность
Образ и имя божества Самрау популярны в современном Башкортостане. Именем Самрау названы компании, учреждения культуры, футбольная команда, творческое объединение художников.